# دنزل بودي
دنزل بودي (بالهولندية: Denzel Budde)‏ هو لاعب كرة قدم هولندي، ولد في 8 أبريل 1997 في ليليستاد في هولندا. لعب مع نادي كورتريك.

## وصلات خارجية
- دنزل بودي على موقع قاعدة بيانات كرة القدم.إي يو (الإنجليزية)
- دنزل بودي على موقع Soccerway.com (الإنجليزية)